# Marathon van Osaka 1996
De marathon van Osaka 1996 werd gelopen op zondag 28 januari 1996. Het was de 15e editie van de marathon van Osaka. Alleen vrouwelijke elitelopers mochten aan de wedstrijd deelnemen. De Duitse Katrin Dörre kwam als eerste over de streep in 2:26.04.

## Uitslagen
| rang   | naam             | land | tijd    |
| ------ | ---------------- | ---- | ------- |
| Goud   | Katrin Dörre     | GER  | 2:26.04 |
| Zilver | Hiromi Suzuki    | JPN  | 2:26.27 |
| Brons  | Ikuyo Goto       | JPN  | 2:26.37 |
| 4      | Mónica Pont      | ESP  | 2:27.53 |
| 5      | Tomoe Abe        | JPN  | 2:28.00 |
| 6      | Sachiyo Seiyama  | JPN  | 2:28.13 |
| 7      | Sanae Chikahira  | JPN  | 2:30.01 |
| 8      | Nobuko Fujimura  | JPN  | 2:30.04 |
| 9      | Lisa Ondieki     | AUS  | 2:30.27 |
| 10     | Yuka Terunuma    | JPN  | 2:30.33 |
| 11     | Yukiko Okamoto   | JPN  | 2:30.48 |
| 12     | Eri Yamaguchi    | JPN  | 2:31.43 |
| 13     | Sachie Yamada    | JPN  | 2:32.39 |
| 14     | Suzanne Malaxos  | AUS  | 2:32.57 |
| 15     | Anuța Cătună     | ROU  | 2:34.06 |
| 16     | Natalia Galushko | BLR  | 2:35.15 |
| 17     | Nadia Prasad     | NCL  | 2:35.47 |
| 18     | Angelina Kanana  | KEN  | 2:36.10 |
| 19     | Tami Yada        | JPN  | 2:36.37 |
| 20     | Yukiko Sano      | JPN  | 2:37.26 |
| 21     | Kayoko Obata     | JPN  | 2:37.27 |
| 22     | Masae Ueoka      | JPN  | 2:38.07 |
| 23     | Terumi Hatazawa  | JPN  | 2:39.45 |
| 24     | Yumiko Furuya    | JPN  | 2:40.20 |
| 25     | Eri Matsubara    | JPN  | 2:40.21 |

1982 ·
1983 ·
1984 ·
1985 ·
1986 ·
1987 ·
1988 ·
1989 ·
1990 ·
1991 ·
1992 ·
1993 ·
1994 ·
1995 ·
1996 ·
1997 ·
1998 ·
1999 ·
2000 ·
2001 ·
2002 ·
2003 ·
2004 ·
2005 ·
2006 ·
2007 ·
2008 ·
2009 ·
2010 ·
2011 · 
2012 ·
2013 ·
2014 ·
2015 ·
2016 ·
2017